# Jehanne d’Alcy
Jehanne d’Alcy, właśc. Stéphanie Faës (ur. 20 marca 1865 w Vaujours, zm. 14 października 1956 w Versailles) – francuska aktorka, druga żona pioniera kina Georges’a Mélièsa, nazywana pierwszą gwiazdą filmową.
Była częścią zespołu Teatru Robert-Houdin. Miała ok. 150 cm wzrostu, słynęła ze zręczności i dobrze sprawdzała się w trikach powiązanych ze znikaniem. Teatr Robert-Houdin został zakupiony w 1888 przez Georges’a Mélièsa, który przejął również cały zespół aktorski. Gdy nowy właściciel zainteresował się kinematografią, Jehanne d’Alcy została aktorką jego filmów (była też już wtedy prawdopodobnie jego kochanką). W 1896 zagrała w pierwszym trikowym filmie Mélièsa – Zniknięciu pewnej damy w Teatrze Robert-Houdin. Zagrała też w wielu późniejszych jego produkcjach.
W 1925 po tym, jak 64-letni ówcześnie reżyser owdowiał, została jego żoną. Po upadku kariery filmowej Mélièsa wynajęła kiosk ze słodyczami i zabawkami na dworcu Montparnasse, zapewniając tym samym pracę mężowi. W 1933 roku otrzymała wraz z mężem od stowarzyszenia Mutuelle du Cinéma skromne mieszkanie w zamku Orly.